# Герейхановское
Герейха́новское — село в Сулейман-Стальском районе Дагестана. Административный центр Герейхановского сельсовета.

## География
Село находится на автотрассе Касумкент — Дербент, на расстоянии 5 км к северо-востоку от села Касумкент, административного центра района.

## Население
| 1939 | 1970  | 1989  | 2002  | 2010  | 2021  |
| ---- | ----- | ----- | ----- | ----- | ----- |
| 280  | ↗2777 | ↘2259 | ↗3193 | ↗3490 | ↘3337 |

## История
Преобразовано в село из 1-го отделения совхоза имени Герейханова. Названо в честь первого секретаря Касумкентского райкома ВКП(б) Юсуфа Герейханова, инициатора создания совхоза. В 1966 году в село переселили жителей из разрушенных землетрясением сел.

## Экономика
ГУП имени Герейханова.